# Maleren Kristian Zahrtman i sit Atelier i sin Villa Casa d'Antino
|  | Denne artikel er oprettet af botten PalnaBot ud fra en ekstern database. Den kan derfor have sproglige fejl eller mangler. Denne skabelon kan fjernes efter kontrol af indholdet. |

Maleren Kristian Zahrtman i sit Atelier er en film instrueret af Sophus Wangøe.

## Handling
Kunstmaleren Kristian Zahrtmann ses i sit atelier i villaen Casa d'Antino på Fuglebakken. Sidder ved staffeli og maler. Læser i bog. Ses foran sit hus. Kommer ud med en bekendt (Anker Kirkeby ?), de tager afsked med hinanden.